# 施洛斯格拉本河 (奧特馬爾斯費爾德格拉本河支流)
49°04′50″N 10°59′15″E / 49.08048°N 10.98753°E
施洛斯格拉本河是德國的河流，位於該國東南部，由巴伐利亞負責管轄，屬於奧特馬爾斯費爾德格拉本河的左支流，河道全長0.8公里，發源自赫廷根附近。